# Merauke
Merauke est une ville d'Indonésie située dans la province de Papouasie méridionale en Nouvelle-Guinée occidentale. Merauke est le chef-lieu de sa province et du kabupaten du même nom.

## Géographie
Elle est située sur la côte sud de la province, non loin de la frontière avec la Papouasie-Nouvelle-Guinée. C'est la ville la plus orientale de la république d'Indonésie.

## Climat
Merauke possède un climat tropical de savane (Köppen: Aw); avec une saison humide entre novembre et mai et une saison sèche entre juin et octobre. Les temps moyennes varient 24,4 à 26,7 ºC durant tous les mois, et les précipitations annuelles sont abondantes: 1 783,9 mm. Il y a en moyenne 109 jours pluvieux, et l'humidité moyenne demeure sur 80 % toute l'année.
| Mois                                | jan. | fév. | mars  | avril | mai   | juin | jui. | août | sep. | oct. | nov. | déc.  | année   |
| ----------------------------------- | ---- | ---- | ----- | ----- | ----- | ---- | ---- | ---- | ---- | ---- | ---- | ----- | ------- |
| Température minimale moyenne (°C)   | 24,6 | 24,6 | 24,6  | 24,5  | 24,2  | 23,6 | 22,5 | 22   | 22,5 | 23,2 | 24,4 | 24,9  | 23,8    |
| Température maximale moyenne (°C)   | 31,4 | 31,3 | 31,1  | 31,2  | 30,6  | 29,5 | 28,9 | 29,3 | 30,5 | 31,5 | 32,2 | 32,3  | 30,8    |
| Record de froid (°C)                | 20   | 21,1 | 20,6  | 19,4  | 18,9  | 16,7 | 17,2 | 14,4 | 14,4 | 15,6 | 17,2 | 20,6  | 14,4    |
| Record de chaleur (°C)              | 33,9 | 32,8 | 33,3  | 33,3  | 33,3  | 32,2 | 32,2 | 32,8 | 33,3 | 35,6 | 36,1 | 35    | 36,1    |
| Précipitations (mm)                 | 279  | 278  | 329,2 | 230,4 | 170,3 | 58,7 | 35,4 | 66,3 | 21,6 | 53   | 96,5 | 165,5 | 1 783,9 |
| Nombre de jours avec précipitations | 14,7 | 14,7 | 15,7  | 12,9  | 9,8   | 8,3  | 6,8  | 3,3  | 3    | 4,2  | 5,3  | 10,3  | 109     |
| Humidité relative (%)               | 84   | 85   | 84    | 84    | 84    | 82   | 81   | 81   | 80   | 81   | 82   | 83    | 83      |

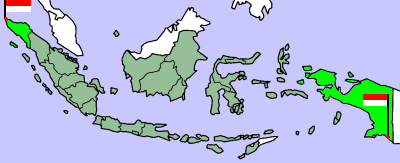
L'Indonésie « de Sabang à Merauke ».

L'expression indonésienne Dari Sabang sampai Merauke, « De Sabang à Merauke », est une façon de désigner l'ensemble du territoire indonésien. La ville de Sabang dans l'île de Weh à la pointe nord de Sumatra, est en effet la plus occidentale du pays.

## Histoire
Merauke est établie comme un poste militaire par les Pays-Bas en février 1902.
En 1962, elle devient le siège d'un kabupaten de la province appelée Irian Jaya puis Papouasie avant de devenir le chef-lieu de la province de Papouasie méridionale lors de la création de celle-ci le 11 novembre 2022.

## Démographie
La population s'élevait à 87 634 habitants en 2010 et à 102 351 habitants en 2020.

## Religion
La ville est le siège de l'archidiocèse de Merauke dont le siège est en la cathédrale Saint-François-Xavier.

## Transports

### Aéroport
La ville de Merauke est desservie par l'aéroport de Mopah.